# XX Batalion Saperów
XX batalion saperów (XX  bsap) – pododdział saperów  Wojska Polskiego w II Rzeczypospolitej.

## Dzieje batalionu
XX baon powstał 11 lipca 1920 w Grodnie z połączonych 3. i 4. kompanii saperów 12 batalionu saperów.
W 1921 baon został włączony w skład 9 pułk saperów w Brześciu.
6 marca 1922 w Brześciu, w czasie ochraniania mostu  na Bugu od zatorów lodowych, zginął tragicznie adiutant baonu ppor. Alfred Prokopowicz.
W 1929, w następstwie reorganizacji wojsk saperskich, batalion został rozformowany.

## Dowódcy batalionu
- por Jerzy Lawcewicz (1920[1])
- por Zygmunt Rumiński II - (p.o. 1923 - 1924[3])